# Santiago Martínez Cabrejas
Santiago Martínez Cabrejas (Padul, Granada, 25 de febrero de 1948 - Almería, 25 de febrero de 2015) abogado y político español que desarrolló toda su vida personal y política en la ciudad de Almería.

## Vida y trayectoria política
Se licenció en Derecho con las especialidades de Derecho Público, Derecho Privado y Empresa en la Universidad de Sevilla, donde hubo de costearse los estudios jugando en el filial del Real Betis Balompié. A su regreso a Almería, ejerció como abogado laboralista y colaboró con la Unión Sindical Obrera (USO) y con el sindicato UGT para más tarde afiliarse al Partido Socialista Obrero Español (PSOE).
Fue el primer alcalde de Almería después de la Transición, cargo al que accedió tras las elecciones municipales de 1979. Se mantuvo al frente del consistorio durante doce años, tras ganar el PSOE las elecciones de nuevo en 1983 y 1987. Durante este periodo se dotó de suministro eléctrico y alcantarillado a diversos barrios de la capital y se culminaron obras como el encauzamiento de la Rambla de Belén, el Auditorio Maestro Padilla, además de iniciarse los primeros preparativos para la celebración de los XV Juegos Mediterráneos de 2005.Fue clave en el nacimiento de la Unión Deportiva Almería. Medió junto con el que fuese futbolista, y entonces concejal de deportes, Juan Rojas, entre los dirigentes del Almería CF y del Polideportivo Almería para crear el club rojiblanco. 
Fue el gran impulsor de que los XV Juegos Mediterráneos de 2005 se celebrasen en Almería.
En 1999, volvió a presentarse a las elecciones con el PSOE, accediendo al cargo tras pactar con Izquierda Unida (IU).
Fue asimismo miembro del Parlamento de Andalucía durante ocho años. Durante los últimos años vivió alejado de la política como asesor jurídico de Unicaja. Falleció en 2015 a los 67 años de edad.